# ケフケン島沖海戦 (1915年8月)
1915年8月のケフケン島沖海戦（ケフケンとうおきかいせん）は、第一次世界大戦中の1915年8月23日に黒海にあるオスマン帝国領のケフケン島沖でロシア帝国海軍黒海艦隊とオスマン帝国海軍とのあいだに発生した海戦である。水上艦隊と潜水艦が協同して作戦に当たり、成功を収めた当時としては稀な例として知られている。

## 経過

### オスマン帝国の石炭輸送船団
1915年の夏のあいだ、オスマン帝国は石炭を積んだ何隻かの輸送船をゾングルダクの炭鉱地区から首都イスタンブールへ送ることに成功していた。これに対してロシアも手をこまねいてばかりいるわけではなかった。
8月16日にも、オスマン駆逐艦「ヌムーネイ・ハミイェト」は3 隻の輸送船「エレソス」、「イッリルヤ」、「セイフン」を護衛し、ゾングルダクへ入港した。輸送船は、10000 t近くの石炭を積載することになっていた。積荷の積載作業中に、ロシア国内では勇猛で知られたV・V・トルベツコーイ海軍大佐指揮下のロシアの艦隊水雷艇「ブィーストルイ」と「プロンジーテリヌイ」が港へ接近を試みた。しかしながら、掩蔽防波堤によって行く手を遮られた艦隊水雷艇は蒸気船を砲撃することができず、このときはただ示威的に北へ走り去った。オスマン船団は無事に石炭の積み取りを終えた。
この頃には、ロシアは水上艦艇以外に、新しい潜水艦隊の活動を従前に増して活発化させていた。8月21日には、潜水艦「ネールパ」がケフケン島とボスポラス海峡のあいだの海域に到着し、同海域で警戒に当たっていた潜水艦「チュレーニ」と交替した。

### オスマン船団の出港
8月22日から23日にかけての深夜、「ヌムーネイ・ハミイェト」を伴ったオスマン輸送船団は港を後にした。午前5時、輸送船団は防護巡洋艦「ハミディイェ」および駆逐艦「ムアーヴェネティ・ミッリイェ」と合流した。輸送船団は岸側を航行し、「ハミディイェ」と2 隻の駆逐艦がその沖側についてこれを護衛した。行き先はイスタンブール、輸送船には首都に供給するための石炭が満載されていた。
一方、8月20日から炭鉱地区への攻撃作戦に従事していた黒海艦隊の艦隊水雷艇「ベスポコーイヌイ」と「グネーヴヌイ」は、いち早くオスマン船団の出港を察知した。両艦は沖合いで警戒に就いていた潜水艦「ネールパ」と艦隊水雷艇「ブィーストルイ」および「プロンジーテリヌイ」にこれを知らせた。「ネールパ」は、サカリヤ川河口付近にて敵護送船団を発見し、付近を警戒中の艦隊水雷艇に無線通信にて通報した。

### 襲撃
ケフケン島沖に差し掛かったとき、オスマン帝国の輸送船団はロシアの艦隊水雷艇の迎撃を受けた。戦闘の火蓋は6時40分に切られ、66から76 鏈の距離から砲撃が開始された。距離が大きすぎたことからオスマン帝国の駆逐艦は戦闘に参加することができず、戦闘は専ら「ハミディイェ」とロシア艦のあいだで行われた。この距離では、「ハミディイェ」も搭載する砲のうち主砲の152 mm砲しか使うことができなかった。しかも、それはすぐに使い物にならなくなった。艦首に搭載した152 mm砲は最初の砲撃で使用できなくなり、艦尾の砲だけで33 発の砲弾を発射した。ロシア側の射撃が上手かったのかオスマン帝国側の射撃が下手だったのかはっきりした原因はわからないが、いずれにせよ、すぐに「ハミディイェ」は輸送船団を見捨てて逃げ始めた。2隻のオスマン駆逐艦もまた、すぐにその後を追った。「ハミディイェ」は巡洋戦艦「ヤウズ・スルタン・セリム」に救援を求め、「ヤウズ・スルタン・セリム」は午前9時にボスポラス海峡から姿を現した。
「ハミディイェ」は、ロシア艦の射撃から逃れようとしてがむしゃらに機動した。しかし、そのために輸送船からはどんどん遠ざかっていった。その後、潜水艦「ネールパ」の潜望鏡を見つけたことから、「ハミディイェ」はますます激しく回避機動しはじめた。ロシア艦隊は「ハミディイェ」が船団から遠ざかるのをただ待てば良かった。9時23分、ロシア艦隊は東に転針して一直線に輸送船団へ向かった。まもなく「ハミディイェ」も反転して、ロシア艦隊を追いはじめた。「ハミディイェ」の反転は、水平線上に味方の巡洋戦艦の煙を見つけて大胆になったためだと推測される。しかし、ロシア艦隊は「ハミディイェ」が追いつくよりも一足先に目標に辿り着き、10時20分に輸送船へ向けて砲門を開いた。敵艦が接近するのを見たオスマン輸送船は、サカリヤ川付近に座礁を試みた。座礁したオスマン輸送船にはロシア艦の砲弾が命中し、全船が火災を生じた。
「ヤウズ・スルタン・セリム」の到着は遅すぎた。その上、「ネールパ」を警戒したため、この海域での戦闘を引き伸ばすことを避け、積極的に戦闘に加わらなかった。一方、その間に「ネールパ」は第三の目標として、石炭を積んだ艀を曳航していた曳船「セイヤル」を発見し、すぐさま艀ごと砲撃によって撃沈した。

### その後のネールパ
引き続き付近で活動を続けていた「ネールパ」は、8月24日に、ケフケン島沖で「ヤウズ・スルタン・セリム」に対し攻撃を仕掛けたが、失敗に終わった。「ヤウズ・スルタン・セリム」は距離1600 mから潜水艦に反撃し、主砲の283 mm砲弾を浴びせた。このため、「ネールパ」は急速潜航を余儀なくされた。
その後、「ネールパ」は、8月27日にケフケン島海域から撤収した。

## 結果
ロシア艦隊は、一方的に3隻のオスマン船団を全滅させただけでなく、曳船と石炭を搭載した艀まで沈めることに成功した。オスマン側が失った石炭の量は、船団の分だけで10780 tに及んだ。

## 参加艦船
| オスマン帝国海軍   |                                |                                          |                              |                                                          |
| 巡洋戦艦           | モルトケ級                     | 1911年のゲーベン                         | ヤウズ・スルタン・セリム     | 280 mm砲10 門、150 mm砲12 門、500 mm発射管4 門、小口径砲 |
| 防護巡洋艦         | ハミディイェ級                 | 1914年のハミディイェ                     | ハミディイェ                 | 150 mm砲2 門、120 mm砲8 門、457mm発射管2 門、小口径砲    |
| 駆逐艦             | ムアーヴェネティ・ミッリイェ級 |                                          | ヌムーネイ・ハミイェト       | 88 mm砲2 門、457 mm発射管3 門、小口径砲                  |
| 駆逐艦             | ムアーヴェネティ・ミッリイェ級 | ムアヴェネティ・ミッリイェ               | ムアーヴェネティ・ミッリイェ | 88 mm砲2 門、457 mm発射管3 門、小口径砲                  |
| 輸送船             |                                |                                          | エレソス                     |                                                          |
| 輸送船             |                                |                                          | イッリルヤ                   |                                                          |
| 輸送船             |                                |                                          | セイフン                     |                                                          |
| 曳船               |                                |                                          | セイヤル                     | 艀を曳航                                                 |
| ロシア帝国黒海艦隊 |                                |                                          |                              |                                                          |
| 艦隊水雷艇         | デールスキイ級                 |                                          | プロンジーテリヌイ           | 102 mm砲3 門、457 mm発射管10 門、小口径砲                |
| 艦隊水雷艇         | シチャスリーヴイ級             | フルンゼ、旧ブィーストルイ（後年の撮影） | ブィーストルイ               | 102 mm砲3 門、457 mm発射管10 門、小口径砲                |
| 潜水艦             | モールシュ級                   | 1915年春のネールパ                       | ネールパ                     | 457 mm発射管4 門、甲魚雷装置8 基、小口径砲               |